# Tomislav Jagurinovski
Tomislav Jagurinovski (19. kolovoza 1998.), makedonski rukometni reprezentativac. Bio u užem krugu za sudjelovati na svjetskom prvenstvu 2019. godine.